# 平城県 (代県)
平城県（へいじょう-けん）は中華人民共和国山西省にかつて設置された県。現在の忻州市代県北東部に相当する。
後漢末に現在の平城村に僑置された。五胡十六国時代には県治は大同市北東部の古城村に遷されている。南北朝時代、北魏により廃止された。